# タバコモザイクウイルス
タバコモザイクウイルス（tobacco mosaic virus、TMV）は、タバコモザイク病を引き起こす病原体となる1本鎖+鎖型RNAウイルス。初めて可視化に成功したウイルスで、ウイルスの解明の初期の研究に大きな意義をもたらした。

## タバコモザイク病

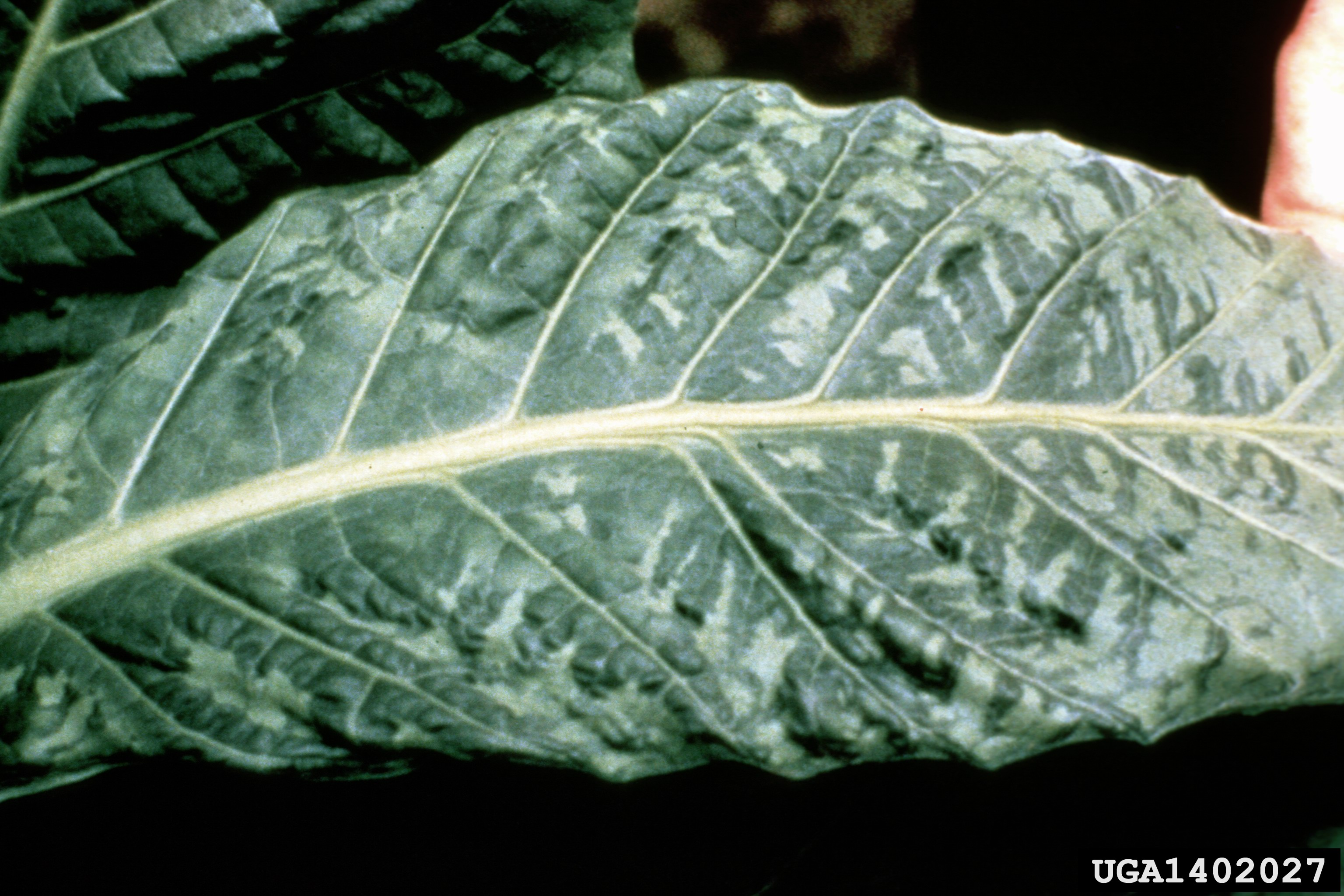
タバコモザイク病に罹ったタバコの葉

タバコモザイク病は、タバコモザイクウイルスによる植物の感染症で、タバコなどの葉にモザイク状の斑点ができ葉の成長が悪くなる。
タバコモザイクウイルスには病原性の異なる多くの系統があり、異なる系統が同時には増殖しない（ただし、現在はこれらの系統は別種とされることが多い）ことから、弱毒株をワクチンのように用いて強毒株による被害を防ぐ方法も試みられている。

## 歴史
初めて発見されたウイルスであり、最も詳細に研究された植物ウイルスでもある。
1886年、ドイツの農学者アドルフ・エドゥアルト・マイヤーがタバコモザイク病にかかったタバコの汁液を別の健康な葉に付けると感染することを報告。
1892年にはロシア出身の生物学者ドミトリー・イワノフスキーが細菌や真菌が通過できない素焼きフィルターをタバコモザイク病の感染因子は通過できることを発見し、これがウイルス学の起源といわれている。1898年にはマイヤーの共同研究者だったマルティヌス・ベイエリンクがタバコモザイクウイルスが化学的毒素とは異なる液体中の未知の分子であることを示した。
1935年には米国の研究者であるウェンデル・スタンリーがこのウイルスの結晶化に成功し、結晶化後も活性を失わず感染の能力を持つことを明らかにした。彼はこの業績により1946年度ノーベル化学賞を授与された。
1955年、H.フレンケル＝コンラートとロブリー・ウィリアムズにより、精製されたTMVのRNAと、それを包むカプシド（コート）タンパク質が自動的に結合してウイルスとして機能することが示され、これが最も安定な構造（自由エネルギーが最低）であることが明らかになった。宿主細胞内でもこのメカニズムにより会合が起こると考えられる。
結晶学者ロザリンド・フランクリンはスタンリーのもとでX線回折による研究を行い、後にTMVの模型を造った（1958年）。彼女はTMVが中空で中に1本鎖のRNAが入っていると想像したが、それが正しいことは彼女の死後証明された。

## TMVの構造

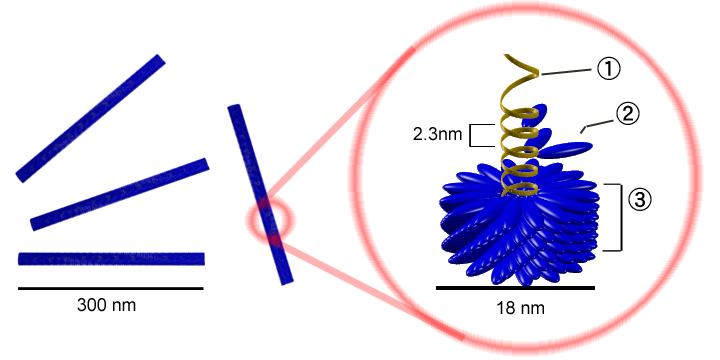
タバコモザイクウイルスの構造
1.ウイルス核酸、2.カプソマー（カプシドタンパク質）、3.カプシド

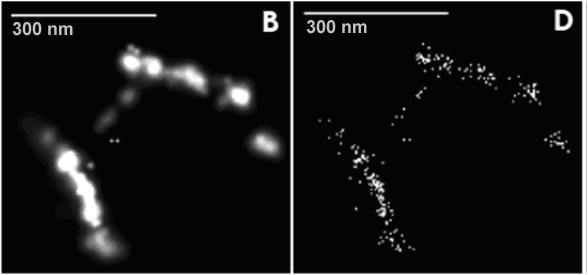
TMV Virus Super Resolution Mikroskopie

TMVのウイルス粒子は棒状の外観を示し、長さ約300 nm、直径約18 nm。外側のカプシド（コート）は莫大な数の同一タンパク質分子からなり、らせん状（1周あたり16.3タンパク質分子）に結合して棒状構造を形成している。このタンパク質分子は158アミノ酸からなり（アミノ酸配列は最後に示す）、4本のαヘリックスがループ（ウイルス粒子軸の側に突き出る）を介して連結している。
ウイルス粒子は内部に直径約4 nmの孔をもつ筒状であることが電子顕微鏡により示されている。RNAはその中の半径約6 nmの位置にらせんを作り、カプシドタンパク質により細胞のもつ酵素の攻撃から守られている。カプシドタンパク質1分子にRNAの3ヌクレオチドが結合している。
RNA上にはカプシドのほか、RNAポリメラーゼ、植物内移動に関与するタンパク質などがコードされている。
TMVは大量に得ることができ、数本のタバコ植物から簡単な操作でグラム単位のTMVが得られる。また動物には感染しない。これらの利点から、ウイルス粒子の会合・解離などに関する膨大な構造生物学・分子生物学的研究が行われてきた。

## カプシドタンパク質

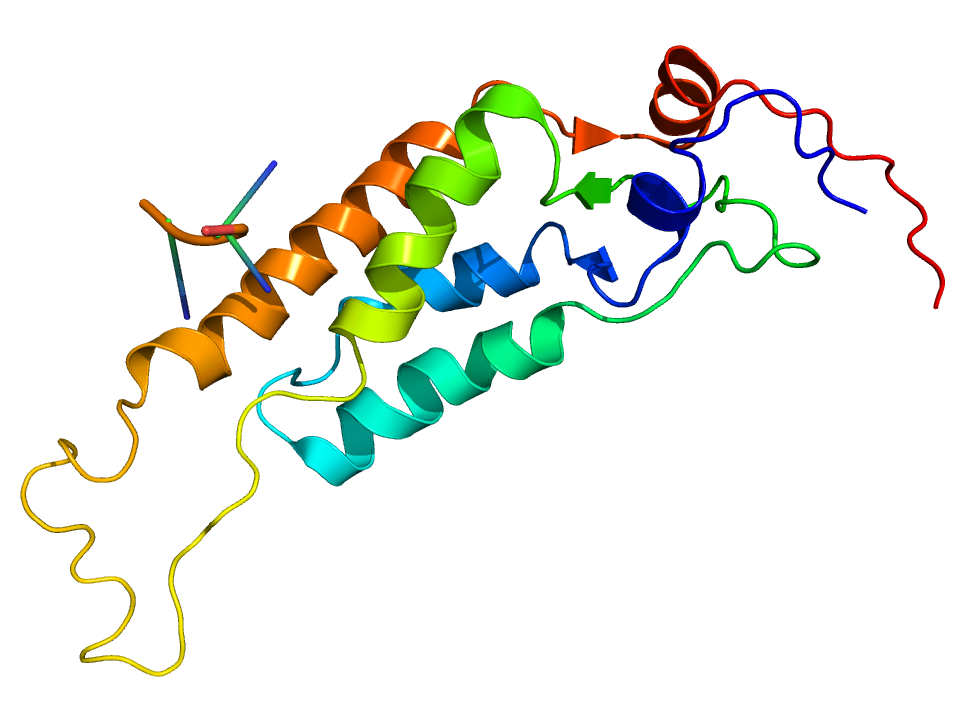
カプシドタンパク質の分子構造

次に示すDahlemense株のカプシドタンパク質の名称は1972年、ケミカルアブストラクツに1単語として登録されており（アミノ酸配列をそのまま書いたもの）、これは1185文字からなり、英語で文献に書かれたものとして3番目に長い単語とされている。なお、見やすいようにハイフンで改行しているが実際は一つながりの単語である。
Acetylseryltyrosylserylisoleucylthreonylserylprolylserylglutaminyl-

phenylalanylvalylphenylalanylleucylserylserylvalyltryptophylalanyl-

aspartylprolylisoleucylglutamylleucylleucylasparaginylvalylcysteinyl-

threonylserylserylleucylglycylasparaginylglutaminylphenylalanyl-

glutaminylthreonylglutaminylglutaminylalanylarginylthreonylthreonyl-

glutaminylvalylglutaminylglutaminylphenylalanylserylglutaminylvalyl-

tryptophyllysylprolylphenylalanylprolylglutaminylserylthreonylvalyl-

arginylphenylalanylprolylglycylaspartylvalyltyrosyllysylvalyltyrosyl-

arginyltyrosylasparaginylalanylvalylleucylaspartylprolylleucylisoleucyl-

threonylalanylleucylleucylglycylthreonylphenylalanylaspartylthreonyl-

arginylasparaginylarginylisoleucylisoleucylglutamylvalylglutamyl-

asparaginylglutaminylglutaminylserylprolylthreonylthreonylalanylglutamyl-

threonylleucylaspartylalanylthreonylarginylarginylvalylaspartylaspartyl-

alanylthreonylvalylalanylisoleucylarginylserylalanylasparaginylisoleucyl-

asparaginylleucylvalylasparaginylglutamylleucylvalylarginylglycyl-

threonylglycylleucyltyrosylasparaginylglutaminylasparaginylthreonyl-

phenylalanylglutamylserylmethionylserylglycylleucylvalyltryptophyl-

threonylserylalanylprolylalanylserine

## 近縁種
タバコモザイクウイルスが属するトバモウイルス属には、TMVに近縁なウイルスとして、トマトモザイクウイルス (ToMV)、キュウリ緑斑モザイクウイルス (CGMMV)、ペッパーマイルドモトルウイルス (PMMoV) があり、それぞれ、トマトモザイク病、キュウリ緑斑モザイク病、ピーマンモザイク病を引き起こす。
以前は、これら全てを含めてタバコモザイクウイルス、タバコモザイク病とされていた。その場合、たとえばToMVを特に指すには「TMV-トマト系」などと称した。
TMVを含め、それぞれタバコ、トマト、キュウリ、ピーマン（トウガラシ）にしか感染しないのではない。これらの作物以外では、メロン、スイカ、アズキ、ホウレンソウ、ラッキョウなどにも感染する。これらを合わせると知られている限りで9科、125種に達する。